# Campionatul Mondial de Atletism din 2022 - Maraton (feminin)
Proba feminină de maraton de la Campionatul Mondial de Atletism din 2022 a avut loc la data pe 18 iulie 2022 în Eugene, SUA.

## Timpul de calificare
Timpul standard pentru calificare automată în finală a fost 2:29:30.

## Program
Ora este ora SUA (UTC-7) 
| Data          | Oră   | Etapă  |
| ------------- | ----- | ------ |
| 18 iulie 2022 | 06:15 | Finala |

## Rezultate
Finala s-a desfășurat pe 18 iulie la ora 06:15.
| Loc | Nume                   | Țară                       | Timp    | Note |
| --- | ---------------------- | -------------------------- | ------- | ---- |
| 1   | Gotytom Gebreslase     | Etiopia                    | 2:18:11 | RCo  |
| 2   | Judith Korir           | Kenya                      | 2:18:20 | PB   |
| 3   | Lonah Chemtai Salpeter | Israel                     | 2:20:18 |      |
| 4   | Nazret Weldu           | Eritreea                   | 2:20:29 | RN   |
| 5   | Sara Hall              | Statele Unite ale Americii | 2:22:10 | SB   |
| 6   | Angela Tanui           | Kenya                      | 2:22:15 |      |
| 7   | Emma Bates             | Statele Unite ale Americii | 2:23:18 | PB   |
| 8   | Keira D'Amato          | Statele Unite ale Americii | 2:23:34 |      |
| 9   | Mizuki Matsuda         | Japonia                    | 2:23:49 |      |
| 10  | Citlali Moscote        | Mexic                      | 2:26:33 |      |
| 11  | Zhang Deshun           | China                      | 2:28:11 |      |
| 12  | Jess Piasecki          | Marea Britanie             | 2:28:41 |      |
| 13  | Leslie Sexton          | Canada                     | 2:28:52 | SB   |
| 14  | Sarah Klein            | Australia                  | 2:30:10 | PB   |
| 15  | Militsa Mircheva       | Bulgaria                   | 2:30:20 |      |
| 16  | Alisa Vainio           | Finlanda                   | 2:30:29 |      |
| 17  | Tereza Hrochová        | Cehia                      | 2:30:39 | SB   |
| 18  | Risper Gesabwa         | Mexic                      | 2:30:47 | SB   |
| 19  | Mieke Gorissen         | Belgia                     | 2:31:06 | SB   |
| 20  | Beverly Ramos          | Puerto Rico                | 2:31:10 | RN   |
| 21  | Zhanna Mamazhanova     | Kazahstan                  | 2:31:15 |      |
| 22  | Li Zhixuan             | China                      | 2:31:20 | SB   |
| 23  | Maor Tiyouri           | Israel                     | 2:31:54 | PB   |
| 24  | Hanna Lindholm         | Suedia                     | 2:32:08 | PB   |
| 25  | Carolina Wikström      | Suedia                     | 2:32:24 |      |
| 26  | Kinsey Middleton       | Canada                     | 2:32:56 |      |
| 27  | Élissa Legault         | Canada                     | 2:37:35 |      |
| 28  | Adrijana Pop Arsova    | Macedonia de Nord          | 2:41:20 |      |
| 29  | Kit Ching Yiu          | Hong Kong                  | 2:43:13 | SB   |
| 30  | Munkhzaya Bayartsogt   | Mongolia                   | 2:46:09 |      |
| 31  | Chun-yu Tsao           | Taipei                     | 2:47:02 | SB   |
| 32  | Aydee Huaman           | Peru                       | 3:04:16 | SB   |
|     | Ashete Bekere          | Etiopia                    | NT      |      |
|     | Andrea Bonilla         | Columbia                   | NT      |      |
|     | Rosa Chacha            | Columbia                   | NT      |      |
|     | Immaculate Chemutai    | Uganda                     | NT      |      |
|     | Ruth Chepngetich       | Kenya                      | NT      |      |
|     | Rose Harvey            | Marea Britanie             | NT      |      |
|     | Charlotte Purdue       | Marea Britanie             | NT      |      |
|     | Ababel Yeshaneh        | Etiopia                    | NT      |      |
|     | Hitomi Niiya           | Japonia                    | NS      |      |